# 王周 (北宋)
王周（？—？），明州奉化（今屬浙江）人，北宋官員、詩人。

## 生平
宋真宗大中祥符五年（1012年）進士。乾興元年（1022年）以大理寺丞知無錫縣。宋仁宗寶元二年（1039年）知無錫縣、又知明州、撫州。皇祐四年（1052年）辭官歸荆南。王周舊被誤為唐朝人，《全唐詩》、《唐詩百家全集》、《唐人五十家集》皆錄其詩。